# Astropecten scoparius
Astropecten scoparius là tên của một loài sao biển thuộc họ Astropectinidae. Người ta thấy chúng sống ở vùng nước nông của biển Hoa Đông và quanh Nhật Bản. Loài sao biển này có 5 cánh và vùng rìa thì có màu xám phía bên trong thì có màu đậm hơn. Chúng thường chôn mình dưới bùn nơi đáy biển và ăn các loài động vật thân mềm.

## Phân bố
Xuất hiện ở biển Hoa Đông và quanh đảo Hokkaido, Honshu, Kyushu.

## Sinh vật học
Chúng là loài săn mồi. Tại vịnh Ise, Nhật Bản, nó sống ở cửa vịnh và chuyên ăn các loài động vật thân mềm như loài trai Alvenius ojianus và loài thuộc lớp Chân bụng như Voorwindia paludinoides.
Mùa sinh sản của loài này rơi vào khoảng từ tháng 6 đến tháng 8. Con đực và con cái phóng giao tử vào môi trường nước. Trứng đã thụ tinh sẽ nở ra ấu trùng và chìm xuống đáy biển khi phát triển đầy đủ lúc đạt 18 ngày tuổi. Sau đó thông qua quá trình biến thái hoàn toàn, ấu trùng dạng động vật phù du sẽ trở thành con non chứ không bắt đầu giai đoạn ấu trùng thứ 2 như nhiều loài sao biển khác. Con non có đầy đủ bộ phận như con trưởng thành và thể kiếm ăn.

## Chất độc
Trong Astropecten scoparius có chứa tetrodotoxin, một loại chất độc thần kinh có tên viết tắt là TTX. Lượng độc của chúng không bằng loài bà con tên là Astropecten polyacanthus. Cũng tương tự như loài ốc Charonia lampas, loài sao biển này hấp thụ tetrodotoxin qua những gì mà nó ăn. Và chất độc của loài ốc đó có được là do ăn các loài sao biển trên. Như đã nói, bản thân Astropecten scoparius không có TTX nên nó có được chất độc này là do ăn phải một loài động vật thân mềm nhỏ tên là Umborium suturale.